# Marie Anne Victoire Pigeon
Marie Anne Victoire Pigeon, född 1724 i Paris, död 1767 i Berlin, var en fransk matematiker. 
Hon var dotter till forskaren Jean Pigeon och rymde med sin lärare, matematikern Pierre Le Guay de Prémontval, till Schweiz och sedan till Berlin. Hon blev 1752 lärare till Wilhelmina av Hessen-Kassel. 

## Verk
- Le méchaniste (sic) philosophe ou Mémoire contenant plusieurs particularités de la vie et des ouvrages du sieur Jean Pigeon [son père], La Haye, 1750.